# Craugastor fleischmanni
Espèce
Synonymes
- Hylodes fleischmanni Boettger, 1892
- Eleutherodactylus fleischmanni (Boettger, 1892)
- Lithodytes euryglossus Cope, 1894
- Liohyla engytympanum Günther, 1900

Statut de conservation UICN

 CR D : 
En danger critique
Craugastor fleischmanni est une espèce d'amphibiens de la famille des Craugastoridae.

## Répartition
Cette espèce est endémique du Costa Rica. Elle se rencontre de 1 060 à 2 286 m d'altitude dans la cordillère de Talamanca et dans la cordillère Centrale.

## Étymologie
Cette espèce est nommée en l'honneur de Carl Fleischmann.

## Publication originale
- Boettger, 1892 : Katalog der Batrachier-Sammlung im Museum der Senckenbergischen Naturforschenden Gesellshaft in Frankfurt am Main. Frankfurt am Main, Gebrüder Knauer, p. 1-73 (texte intégral).